# سان خوآن، آرژانتین
سان خوآن (به اسپانیایی: San Juan) شهری در کشور آرژانتین، استان سان خوآن است که در سال ۲۰۰۹ میلادی، حدود ۴۵۳۰۰۰ نفر جمعیت داشته است.